# Soltszentimre
Soltszentimre este un sat în districtul Kiskőrös, județul Bács-Kiskun, Ungaria, având o populație de 1.344 de locuitori (2011). 

## Demografie
Componența etnică a satului Soltszentimre
     Maghiari (98,41%)
     Alții (1,59%)
Componența confesională a satului Soltszentimre
     Romano-catolici (63,02%)
     Reformați (8,93%)
     Fără religie (5,36%)
     Luterani (1,56%)
     Necunoscută (20,16%)
     Alte religii (2,01%)
Conform recensământului din 2011, satul Soltszentimre avea 1.344 de locuitori. Din punct de vedere etnic, majoritatea locuitorilor (98,41%) erau maghiari.  Din punct de vedere confesional, majoritatea locuitorilor (63,02%) erau romano-catolici, existând și minorități de reformați (8,93%), persoane fără religie (5,36%) și luterani (1,56%). Pentru 20,16% din locuitori nu este cunoscută apartenența confesională.